# Martina Schuler
Martina Schuler (* 1990 als Martina Gasner) ist eine ehemalige Schweizer Unihockeyspielerin. Sie stand zuletzt beim Nationalliga-A-Vertreter Zug United unter Vertrag.

## Karriere
Gasner begann ihre Karriere bei den FB Riders DBR. 2006 debütierte sie in der ersten Mannschaft der Riders in der damaligen Nationalliga A (Unihockey). In ihrer ersten Saison im Kader der Riders wurde sie als Spielerin des Förderkaders lediglich drei Mal eingesetzt. In der nachfolgenden Saison absolvierte sie 18 Ligapartien und erzielte dabei einen Assist. Die Saison 2008/09 und 2009/10 beendete sie ohne einen Scorerpunkt zu sammeln.
Zur Saison 2010 wechselte sie zum UHCevi Gossau auf das Kleinfeld. Nach drei erfolgreichen Jahren mit drei Schweizermeistertiteln verliess sie Gossau wieder in Richtung Zug in die Nationalliga A.
Nach dem Wechsel vom Kleinfeld auf das Grossfeld absolvierte sie in ihrer ersten Saison 20 Partien. Dabei erzielte sie jeweils zwei Tore und zwei Assist. Sie entwickelte sich in der Defensive zu einem sicheren Wert der Zugerinnen. Am 11. April 2017 gab Zug United den Rücktritt von Gasner bekannt.